# Albert Falwasser
Pas d'image ? Cliquez ici

a Compétitions nationales et continentales officielles uniquement.

b Matchs officiels uniquement.
Albert Falwasser, né le 17 février 1902 à Marlborough et mort le 30 août 1992 à Surfers Paradise, est un joueur de rugby à XV international Māori et de rugby à XIII évoluant au poste de centre ou d'ailier. Au détour de la tournée de 1926-1927 de l'équipe des Māori en rugby à XV en Europe, il décide de rester en Angleterre et de changer de code pour rejoindre le XIII et le club de Wigan puis Rochdale. En 1934, il prend part à la naissance du rugby à XIII en France en prenant en main les entraînements et le capitanat de Bordeaux avec lequel il remporte le Championnat de France en 1937 avec son compatriote Louie Brown.

## Biographie
Il a épousé une Anglaise Lilian May Dixon (1909-2009) en 1932 à Wigan. L'un de ses petit-neveux, Karl Temata, est aussi joueur de rugby à XIII et international cookien.

## Palmarès
- Collectif[1] :
  - Vainqueur du Championnat de France : 1937 (Bordeaux).
  - Finaliste du Championnat de France : 1936 (Bordeaux).

### Statistiques en club
| Saison    | Saison        | Championnat           | Championnat | Coupe           | Coupe      |
| Saison    | Saison        | Comp.                 | Class.      | Comp.           | Class.     |
| --------- | ------------- | --------------------- | ----------- | --------------- | ---------- |
| 1934-1935 | Bordeaux XIII | Championnat de France | 2e          | Coupe de France | 1/2 finale |
| 1935-1936 | Bordeaux XIII | Championnat de France | Finaliste   | Coupe de France | 1/2 finale |
| 1936-1937 | Bordeaux XIII | Championnat de France | Vainqueur   | Coupe de France | 1/2 finale |